# 蔣檙
蔣檙（?—?），字作梅，江苏常熟人。清朝官員、畫家。

## 生平
蔣檙出身常熟蔣氏望族，祖父蔣廷錫、父蔣溥均官至大學士。乾隆十六年（1751年），蔣檙中式二甲進士，選庶吉士，散館授編修。歷升國子監司業、翰林院侍講、左副都御史，晋兵部右侍郎，轉左侍郎。因病卒於任內。朝廷賜祭葬。

## 成就
蔣檙工繪畫，善繪花卉。有《虞山画志》。